# Otto Baagøe-Nielsen
Otto Baagøe-Nielsen (født 21. august 1924 i Pjedsted ved Vejle, død 18. september 2016 i Allerød) var en dansk kunstmaler.
Overblik:
Baagøe-Nielsen var oprindelig uddannet som malersvend. Han gik på Folmer Bonnéns Malerskole i 1942 og på Peter Rostrup Bøyesens Malerskole i 1943-45. Otto Baagøe-Nielsen var med til at danne kunstnersammenslutningen Spiralen i 1947. På Spiralen udstillede han malerier med abstrakte former, indsat i et surrealistisk billedforum. Fra 1955-71 arbejdede han ved det grønlandske skolevæsen og i Danmark som formningslærer.
Historien:
Otte Baagøe-Nielsen var ikke mere end 12-13 år gammel, da han gav udtryk for, at han ville være kunstmaler og han begyndte allerede da at male. Dette kunne der ikke være tale om i bagerhjemmet på landet, men hvis han ville tage en uddannelse som malersvend først, ville faderen støtte ham. Han kom så som 18-årig på Folmer Bonnéns Malerskole, derefter 1943-45 på Professor P. Rostrup Boyesens Malerskole. Som 20- årig debuterede han på Kunstnernes Efterårsudstilling i 1944 på Den Frie, hvor han fik solgt et billede.
Han boede nu nogle år på Hvidbjerg i Vejle i hus med forfatter Finn Gerdes. Under et ophold i Paris i 1947 sammen med Mogens Balle, besluttede de at danne en sammenslutning, som i øvrigt døbtes af Finn Gerdes; SPIRALEN, som udstillede første gang i november 1947 hos Kleis. De første seks medlemmer var Mogens Balle, Otto Baagøe-Nielsen, Erling Jørgensen, Eigil Uldahl, Axel Wilmar og billedhuggeren Arne Juhl Jacobsen. En gruppe abstrakte kunstnere, hvor senere medlemmer bl.a. var Asger Jorn, Sven Dalsgaard, Wilhelm Freddie, Edgar Funch og Ulrika Marseen. Spiralens årlige udstillinger fandt sted på Charlottenborg.
Rejser i Europa; bl.a. London, Paris og Madrid samt til fjerne egne af verden, bl.a. Grønland (bosat 1955-71), Ægypten, Indien og Mexico m.fl. var med til at give inspiration til det kunstneriske udtryk. I Grønland arbejdede han videre med maleriet og desuden også med træskulpturer.
Det kunne ofte være de daglige ting, der dannede udgangspunkt for Otto Baagøe-Nielsens værker, og han fornyede sig løbende i sit kunstneriske udtryk – i collagerne f.eks. avisudklip, som han bragte videre i sin eventyrligt fabulerende form, der altid har lyst af interesse for stoffet og dets muligheder.
Hele livet arbejdede han dagligt myreflittigt med maleri, grafik og skulpturer. At kunne udøve sin kunst var essentielt i hans liv og indtil 14 dage før sin død arbejdede han med sine tegninger. Var gift med Grete i 66 år til hans død som 92 årig.
- Maleri fra 1959
- Maleri fra 1962
- Maleri fra 1967
- Maleri fra 1984
- Træfigur fra 1986
- Maleri fra 1997